# NGC 5950
NGC 5950 је спирална галаксија у сазвежђу Волар која се налази на NGC листи објеката дубоког неба.
Деклинација објекта је + 40° 25' 50" а ректасцензија 15h 31m 30,6s. Привидна величина (магнитуда) објекта NGC 5950 износи 13,8 а фотографска магнитуда 14,6. Налази се на удаљености од 38,377 милиона парсека од Сунца. NGC 5950 је још познат и под ознакама UGC 9884, MCG 7-32-21, CGCG 222-20, IRAS 15296+4036, PGC 55305.